# 澳門巴士25AX路線
澳門巴士25AX路線是由新福利經營，往返關閘和蝴蝶谷大馬路的巴士路線。

## 簡介及歷史
- 配合早上尖峰上班上學的出行需要，且為優化近期因關閘總站停用後的路線安排，交通事務局經評估現時25路線乘客的出行情況，為加快疏導乘客，於2017年9月8日起調配現有資源，把部分25路線班次抽調以開設本線。[1]

- 2017年9月14日，本線尾班車延長至09:00。[2]

- 2017年9月16日，新增例假日服務，即每天營運（強制性假期除外），服務時間與平日相同。

- 2019年7月31日，熱帶風暴 "韋帕"襲澳，澳門氣象局一度發出八號風球，大批訪澳旅客滯留於港珠澳大橋及亞馬喇前地一帶，交通事務局緊急開辦本線疏導旅客直至翌日01:00並加入18米車型行駛。走線改為亞馬喇前地前往關閘，中途不停靠任何站點。[3][4]

- 2019年五一黃金周、十一黃金周期間，交通事務局因應訪澳旅客人流大增並開設本線下午班次，服務時間15:30-18:30，班距為12-20分鐘。當局原計劃於2020年農曆新年期間再開辦本線下午服務疏導訪澳旅客前往關閘的客流[5]，然而因應武漢新型肺炎疫情影響致訪澳內地旅客大減，為免資源浪費，即時取消本線下午班次。[6]

- 2020年2月1日，因應COVID-19疫情持續，為免資源浪費，本線暫停運作，直至另行通知。[7]

- 2020年5月4日，為配合澳門高中階段復課，本線恢復服務。服務時間調整為平日07:00-08:00，班距15分鐘。[8]

- 2020年5月11日，尾班車延長至09:00。[9]

- 2020年6月8日起，本線改為雙向線。[10]

- 2021年1月4日起，上午服務時段改為06:00-09:00，並增設下午服務時段為16:00-19:00。[11]

- 2021年5月1日至5月2日期間，本線調整服務時間，分別為06:00-09:00、16:00-19:00。[12]

- 2021年8月14日起，靠近關閘東側旅遊巴上落客區的“關閘廣場”站更名為“關閘東側上落客區”。[13]

- 2022年3月26日起，新增停靠位於路氹連貫公路行人天橋近澳門倫敦人酒店一側的「連貫公路／倫敦人」站，原「連貫公路／倫敦人」站取消停靠。[14]

- 2022年7月11日至17日，因實施「全澳相對靜止管理」措施，本線暫停營運。[15]

- 2022年7月18日至22日，因宣佈延長“相對靜止管理”措施，本線維持上述措施。[16]

- 2022年7月23日起，因“相對靜止管理”結束，本線恢復營運。[17]

- 2022年12月3日起，新增停靠“連貫公路／威尼斯人”站。[18][19][20]

- 2025年2月15日至3月15日，配合氹仔孫逸仙博士大馬路進行新大廈落成之管道接駁工程，暫不停靠“泉亮花園”、“百利寶花園”站，臨時停靠“泉澧花園”、“氹仔茵景園”、“信虹花園”站。[21]

## 使用車輛
2022年8月23日前：
- 蘇州金龍KLQ6108GQE5

2022年8月23日起：
- 蘇州金龍KLQ6108GQE5
- 蘇州金龍KLQ6108GQ28

2022年10月11日起：
- 蘇州金龍KLQ6108GQE5
- 蘇州金龍KLQ6108GQ28
- 蘇州金龍KLQ6108GQ30

2022年10月11日起：
- 蘇州金龍KLQ6108GQE5
- 蘇州金龍KLQ6108GQ28
- 蘇州金龍KLQ6108GQ30

2022年10月24日起：
- 蘇州金龍KLQ6108GQE5
- 蘇州金龍KLQ6108GQ28E4
- 蘇州金龍KLQ6108GQ28
- 蘇州金龍KLQ6108GQ30

2022年11月7日起：
- 蘇州金龍KLQ6108GQE5
- 蘇州金龍KLQ6108GQ28E4
- 蘇州金龍KLQ6108GQ28

2022年12月起：
- 蘇州金龍KLQ6108GQE5
- 蘇州金龍KLQ6108GQ28E4

2023年1月17日起：
- 蘇州金龍KLQ6106GHEV
- 蘇州金龍KLQ6108GQE5
- 蘇州金龍KLQ6108GQ28E4

2024年2月起：
- 蘇州金龍KLQ6960GQE5
- 蘇州金龍KLQ6106GHEV1

2024年11月起：
- 蘇州金龍KLQ6106GHEV1
- 蘇州金龍KLQ6106GHEV2
- 蘇州金龍KLQ6106GHEV

### 特見
- 宇通ZK6180HGH
（2019年五一、十一黃金周及熱帶氣旋“韋帕”發出八號風球期間）[22]

## 電牌
| 往石排灣方向 | 往石排灣方向 | 往石排灣方向 |
| 日期         | 頭牌         | 圖例         |
| ------------ | ------------ | ------------ |
| 開線至今     | 蝴蝶谷大馬路 |              |
| 往關閘方向   |              |              |
| 日期         | 頭牌         | 圖例         |
| 開線至今     | 關閘         |              |

## 路線資料

### 收費
| 收費類別     | 收費類別                      | 收費類別             | 費用 |
| ------------ | ----------------------------- | -------------------- | ---- |
| 現金         | 現金                          | 現金                 | $6.0 |
| 境外支付工具 | 支付寶（內地及香港）          | 支付寶（內地及香港） | $6.0 |
| 境外支付工具 | 雲閃付 非綁定澳門銀聯卡       |                      | $6.0 |
| 境外支付工具 | 微信支付（內地及香港）        |                      | $6.0 |
| 境外支付工具 | 交通聯合 非澳門發行的全國通卡 |                      | $6.0 |
| 境內支付工具 | 澳門通                        | 全民卡               | $4.0 |
| 境內支付工具 | 澳門通                        | 學生卡               | $2.0 |
| 境內支付工具 | 澳門通                        | 長者卡               | 免費 |
| 境內支付工具 | 澳門通                        | 殘疾卡               | 免費 |
| 境內支付工具 | 聚易用＋                      | 聚易用＋             | $4.0 |

### 服務時間及班距
| 服務時間                    | 服務時間         | 星期一至五              | 例假日 （含公眾假期） |
| --------------------------- | ---------------- | ----------------------- | --------------------- |
| 關閘東側上落客區            | 關閘東側上落客區 | 06:00-09:00 16:00-19:00 | 停駛                  |
| 蝴蝶谷大馬路總站            |                  | 06:00-09:00 16:00-19:00 | 停駛                  |
| 班距                        | 上午             | 8-12分鐘                | 停駛                  |
| 班距                        | 下午             | 10-15分鐘               | 停駛                  |
| 懸掛8號風球後即時開出尾班車 |                  |                         |                       |

### 路線停站
| 25AX | 關閘 ↔ 蝴蝶谷大馬路 | 關閘 ↔ 蝴蝶谷大馬路 | 關閘 ↔ 蝴蝶谷大馬路 | 關閘 ↔ 蝴蝶谷大馬路 | 關閘 ↔ 蝴蝶谷大馬路 | 關閘 ↔ 蝴蝶谷大馬路 |
| 序號 | 往程                | 往程                | 往程                | 返程                | 返程                | 返程                |
| 序號 | 站號                | 站名                | 出入境口岸          | 站號                | 站名                | 出入境口岸          |
| 1    | M248                | 關閘東側上落客區    | 關閘邊檢大樓        | C690/2              | 蝴蝶谷大馬路總站    |                     |
| 2    | M50                 | 勞動節大馬路／廣華  |                     | C689/2              | 和諧廣場／樂群樓    |                     |
| 3    | M172/14             | 亞馬喇前地          |                     | T376/2              | 連貫公路／巴黎人    |                     |
| 4    | T403                | 史伯泰／麗景灣      |                     | T363/2              | 連貫公路／威尼斯人  |                     |
| 5    | T309                | 泉亮花園            |                     | T311/1              | 百利寶花園          |                     |
| 6    | T375                | 連貫公路／新濠天地  |                     | T308/1              | 氹仔電訊            |                     |
| 7    | T380                | 連貫公路／倫敦人    |                     | M172/16             | 亞馬喇前地          |                     |
| 8    | C690/2              | 蝴蝶谷大馬路總站    |                     | M64                 | 黑沙環新街／南華    |                     |
| 9    |                     |                     |                     | M248                | 關閘東側上客區      | 關閘邊檢大樓        |

### 賽車期間路線停站
| 25AX | 關閘 ↔ 蝴蝶谷大馬路 | 關閘 ↔ 蝴蝶谷大馬路 | 關閘 ↔ 蝴蝶谷大馬路 | 關閘 ↔ 蝴蝶谷大馬路 |
| 序號 | 往程                | 往程                | 返程                | 返程                |
| 序號 | 站號                | 站名                | 站號                | 站名                |
| 1    | M248                | 關閘東側上落客區    | C690                | 蝴蝶谷大馬路總站    |
| 2    | T409                | 湖畔公園            | C689                | 和諧廣場／樂群樓    |
| 3    | T375                | 連貫公路／新濠天地  | T376                | 連貫公路／巴黎人    |
| 4    | T380                | 連貫公路／倫敦人    | T363                | 連貫公路／威尼斯人  |
| 5    | C690                | 蝴蝶谷大馬路總站    | T408                | 湖畔大廈            |
| 6    |                     |                     | M64                 | 黑沙環新街／南華    |
| 7    |                     |                     | M248                | 關閘東側上落客區    |

- 粗體字為大賽車期間臨時停靠站點

## 客量
根據2020年公報，本線在2019年度尖峰時段共開出7,501班次，乘車人次為765,754人次，平均每班接載102.1人次。

## 圖片集

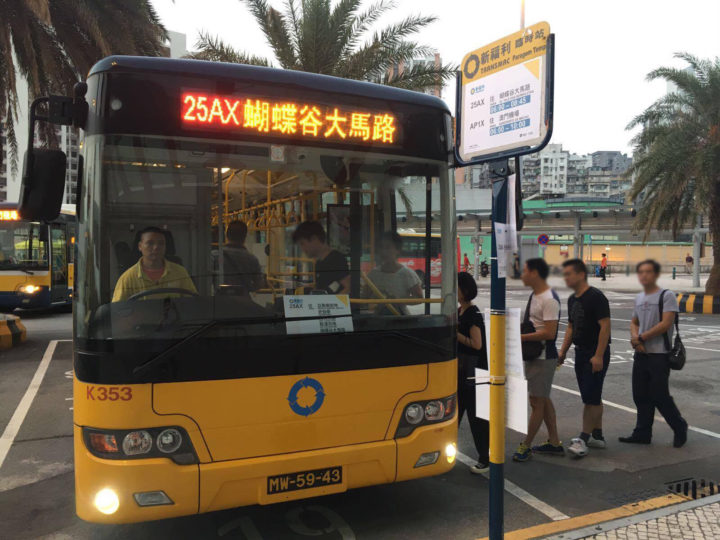
蘇州金龍KLQ6108GQE5
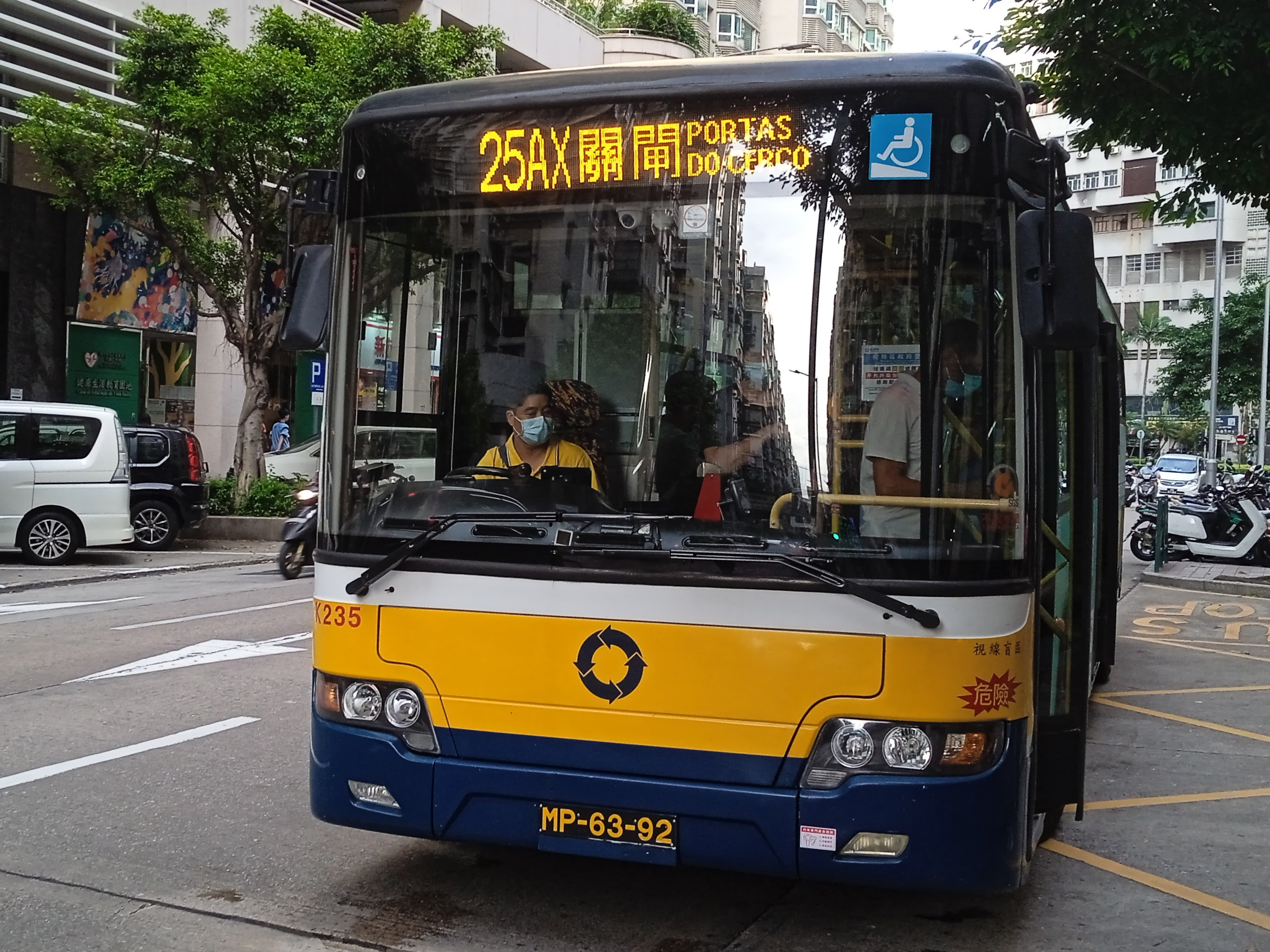
蘇州金龍KLQ6108GQ28
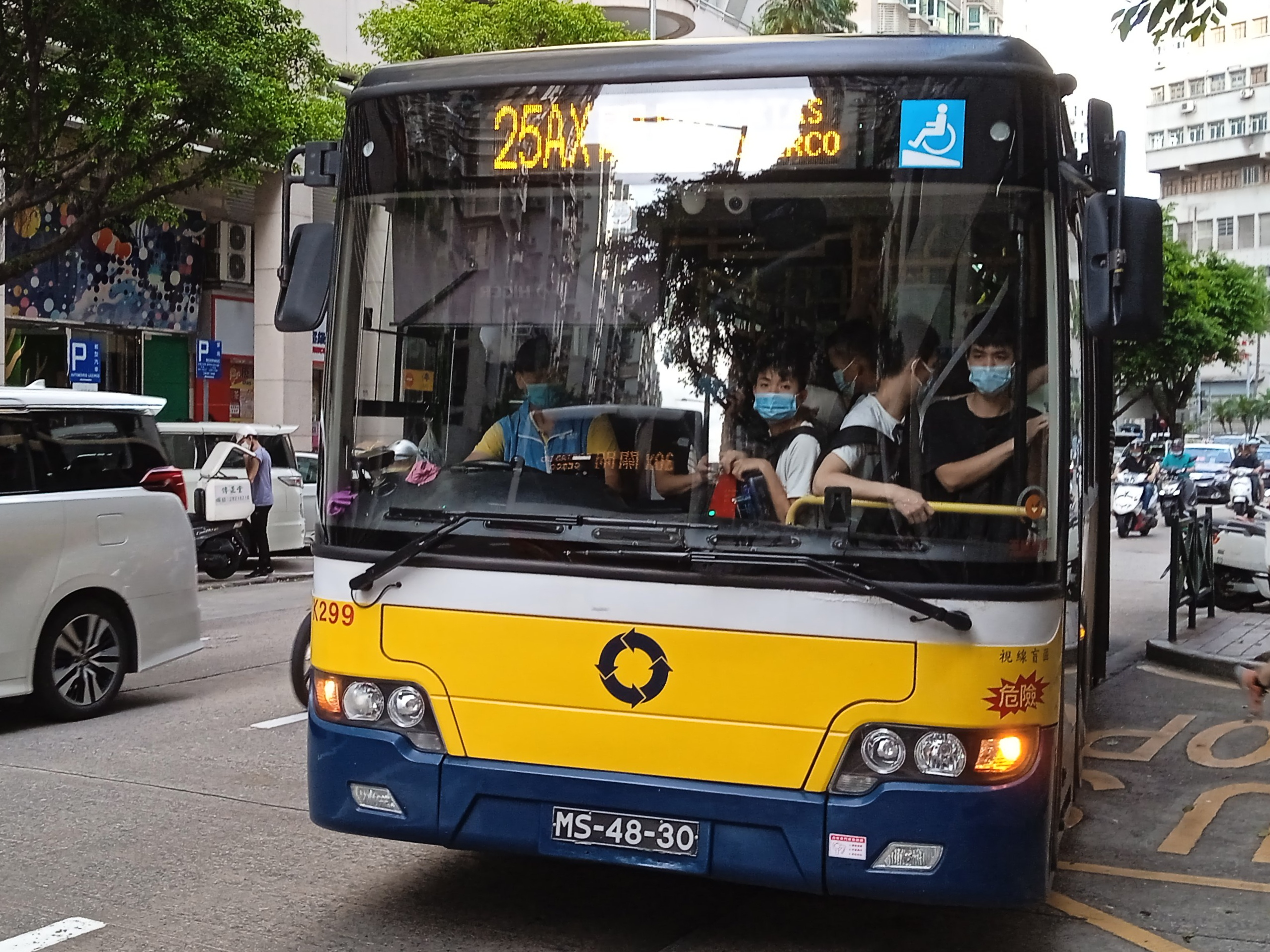
蘇州金龍KLQ6108GQ28E4
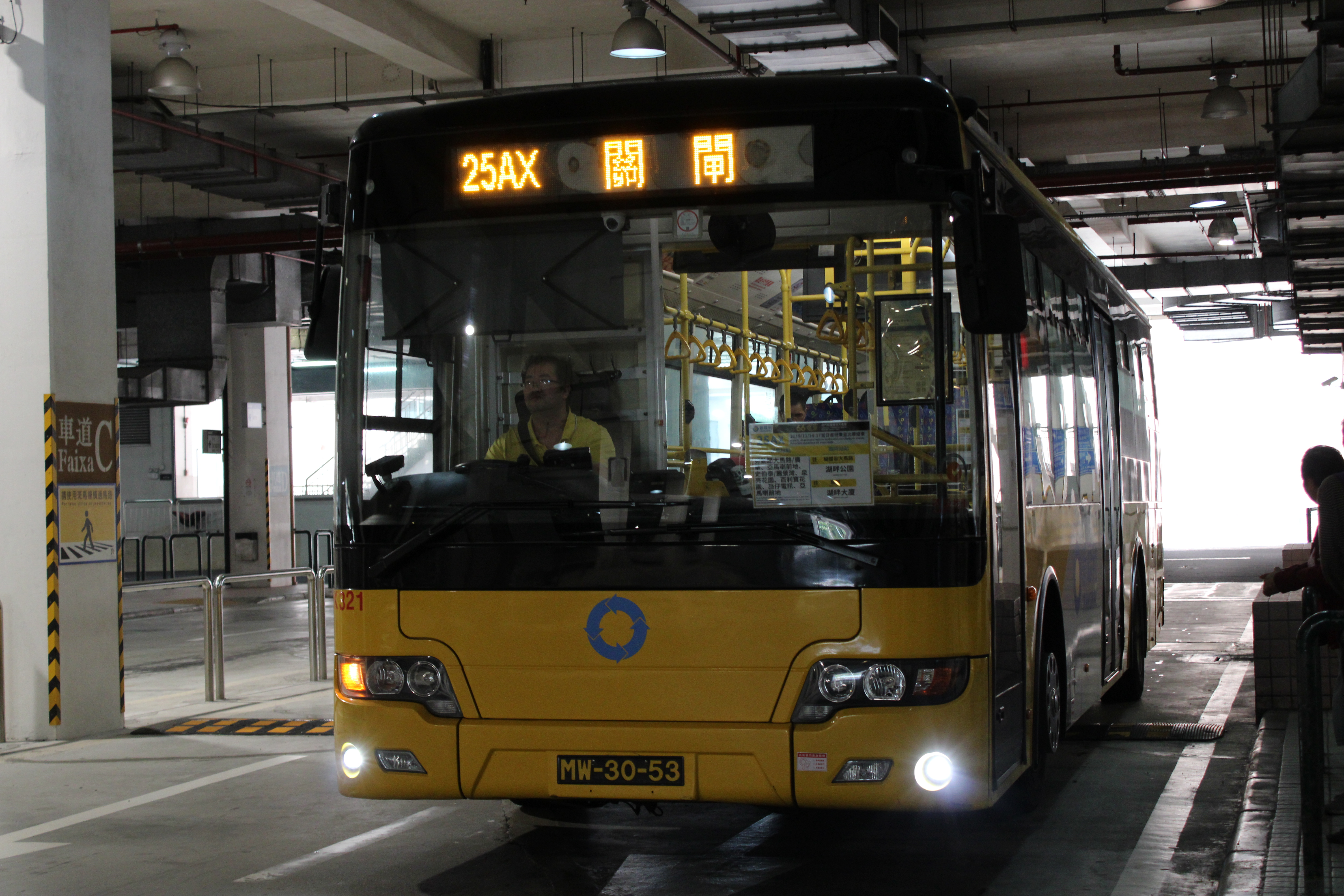
蘇州金龍KLQ6108GQ28E4
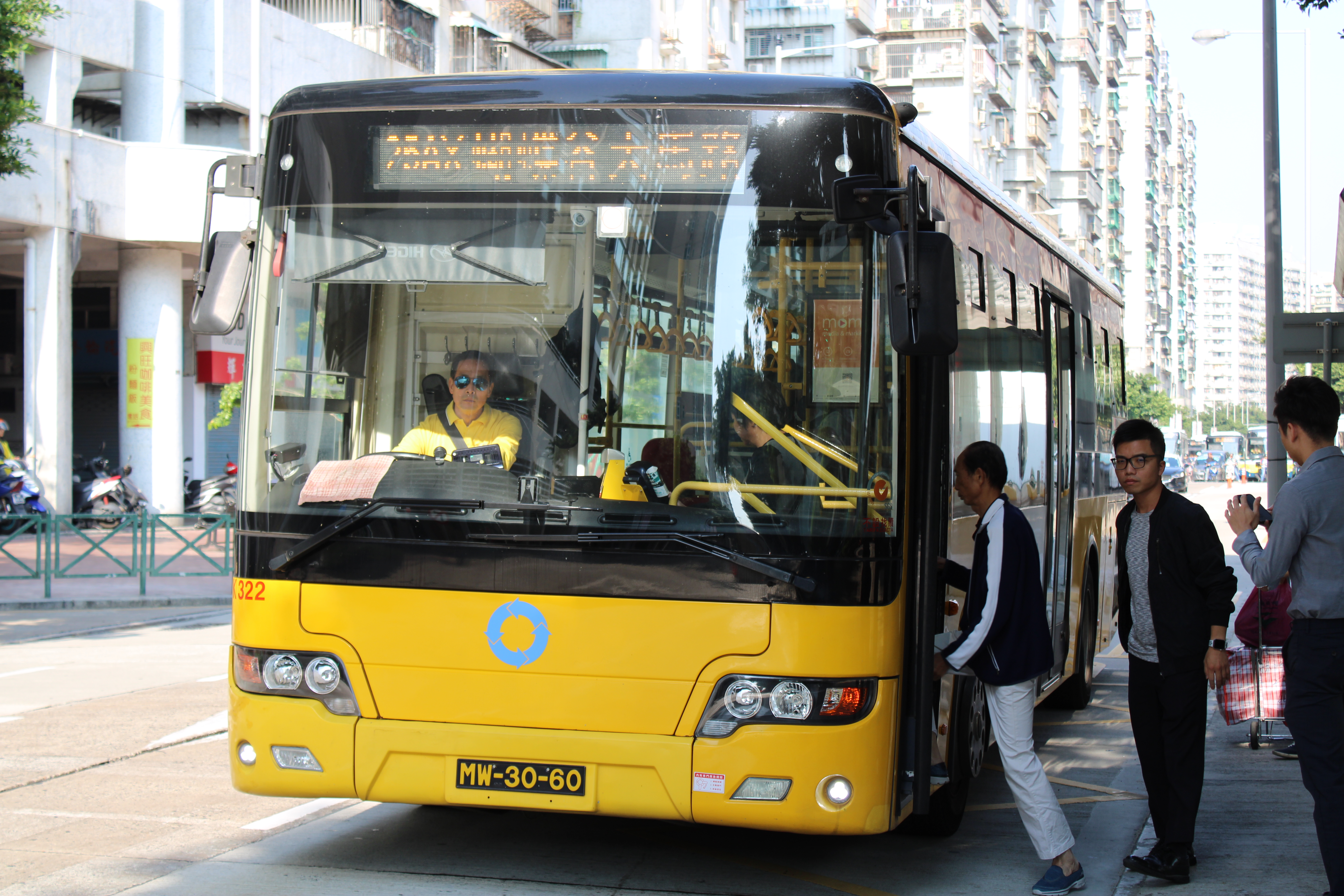
蘇州金龍KLQ6108GQ28E4
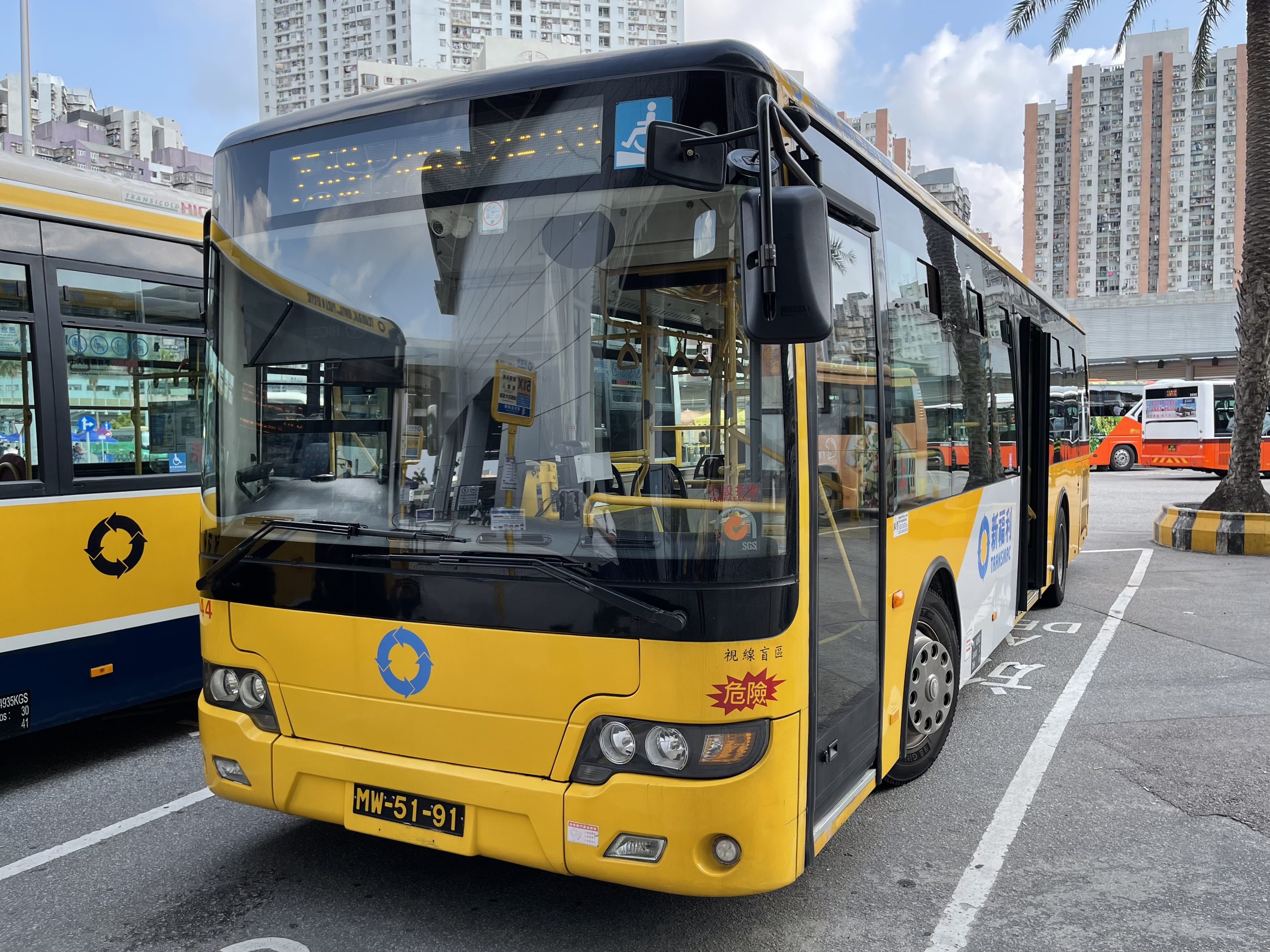
蘇州金龍KLQ6108GQE5
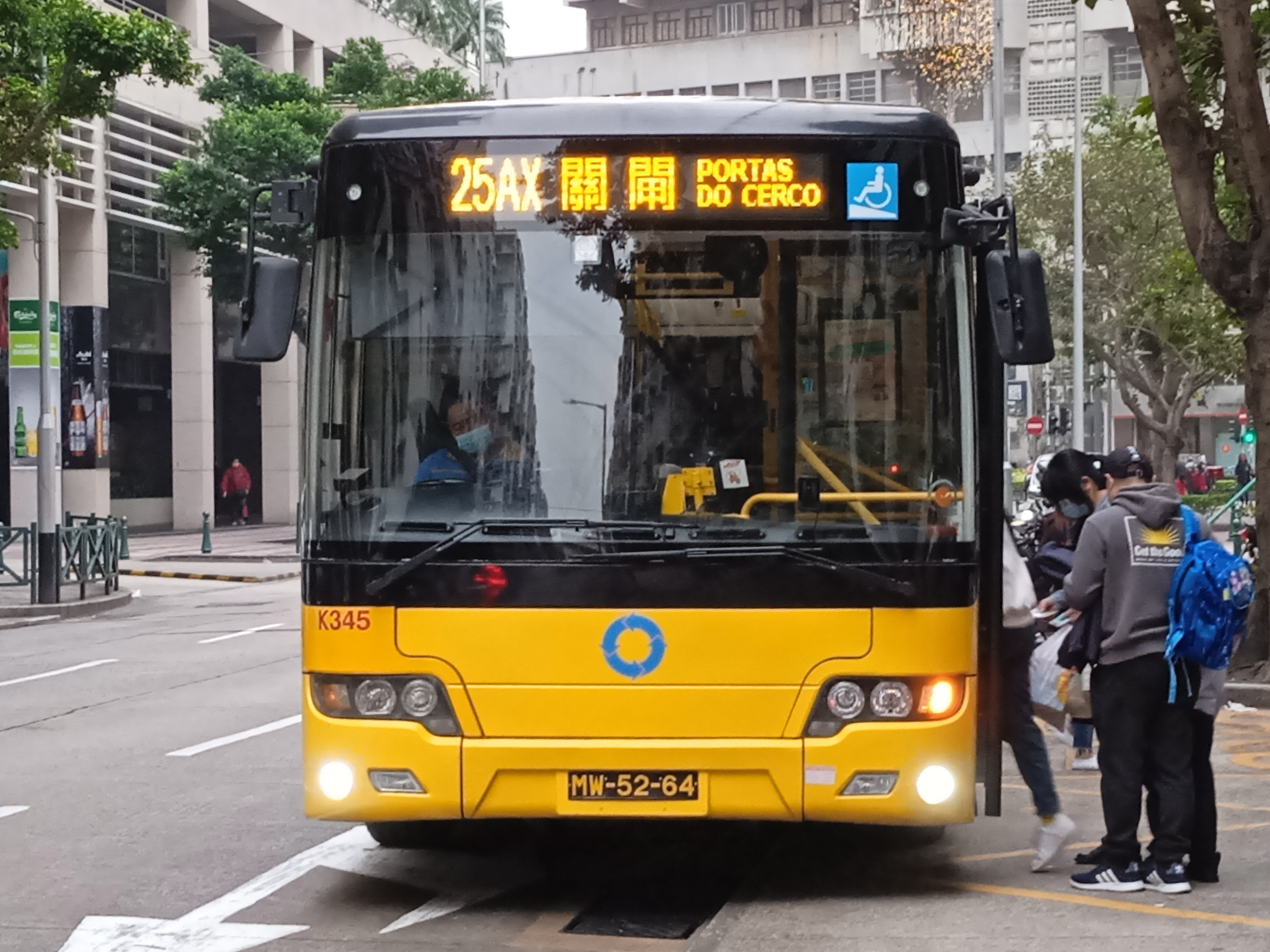
蘇州金龍KLQ6108GQE5
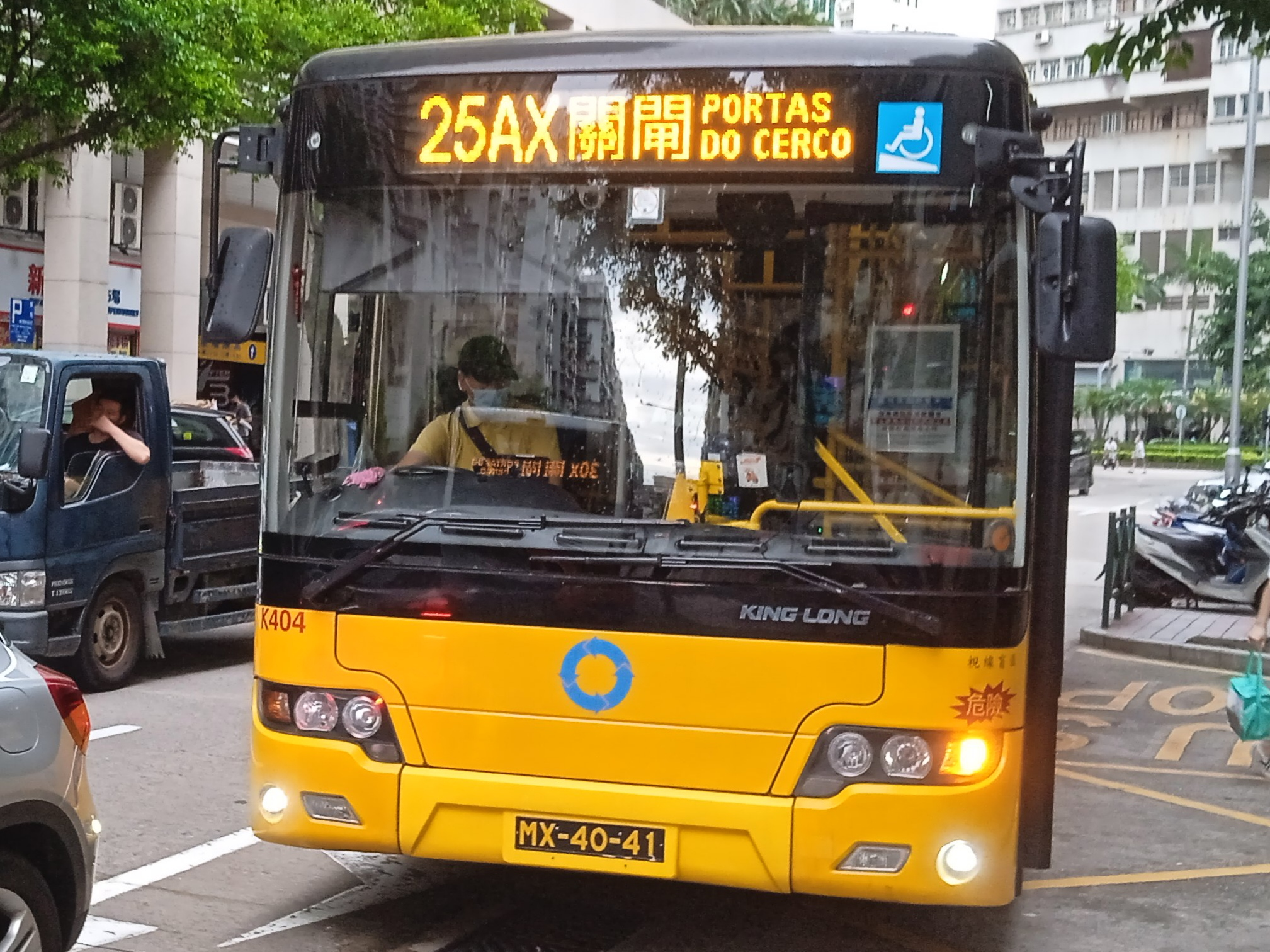
蘇州金龍KLQ6108GQE5
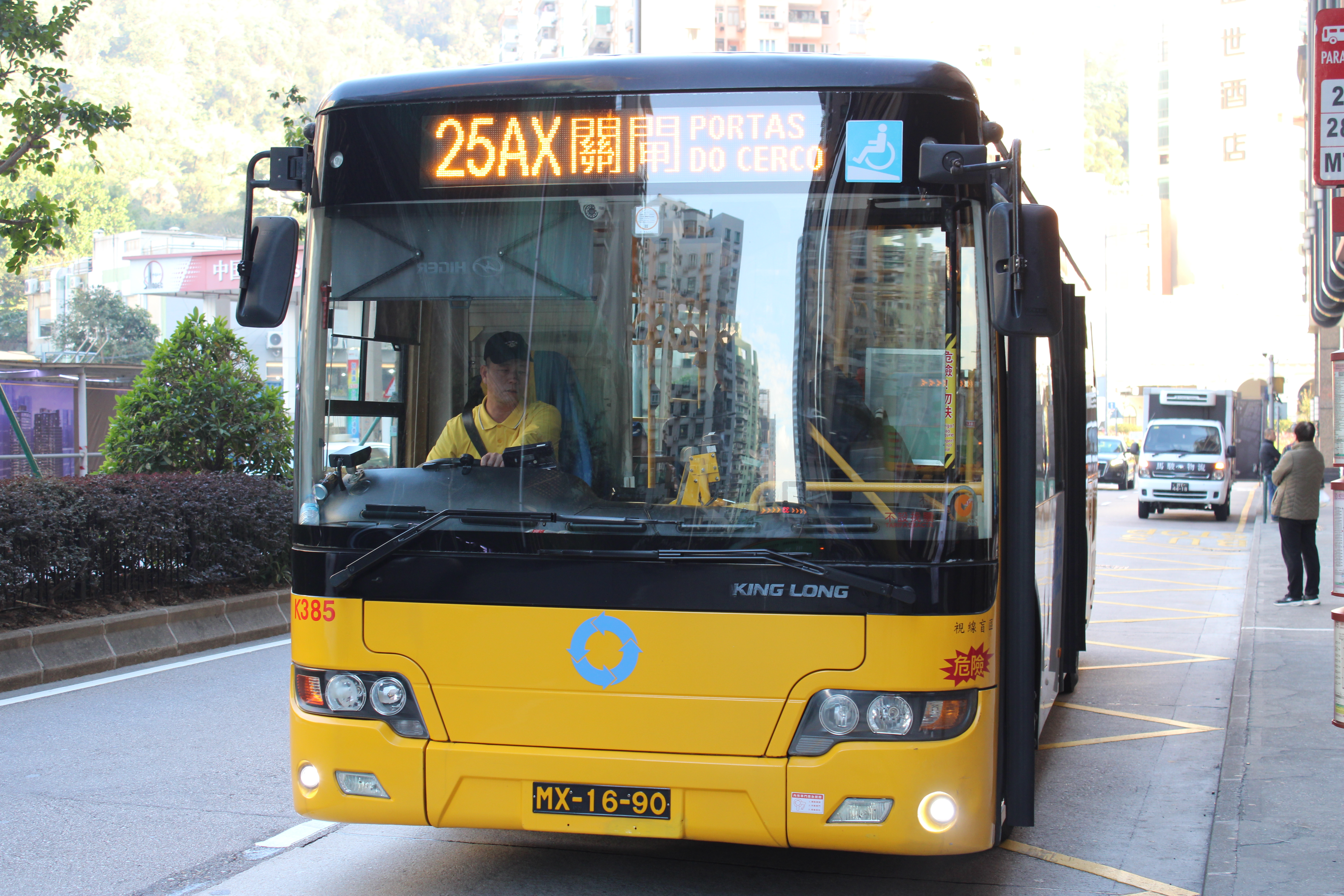
蘇州金龍KLQ6960GQE5
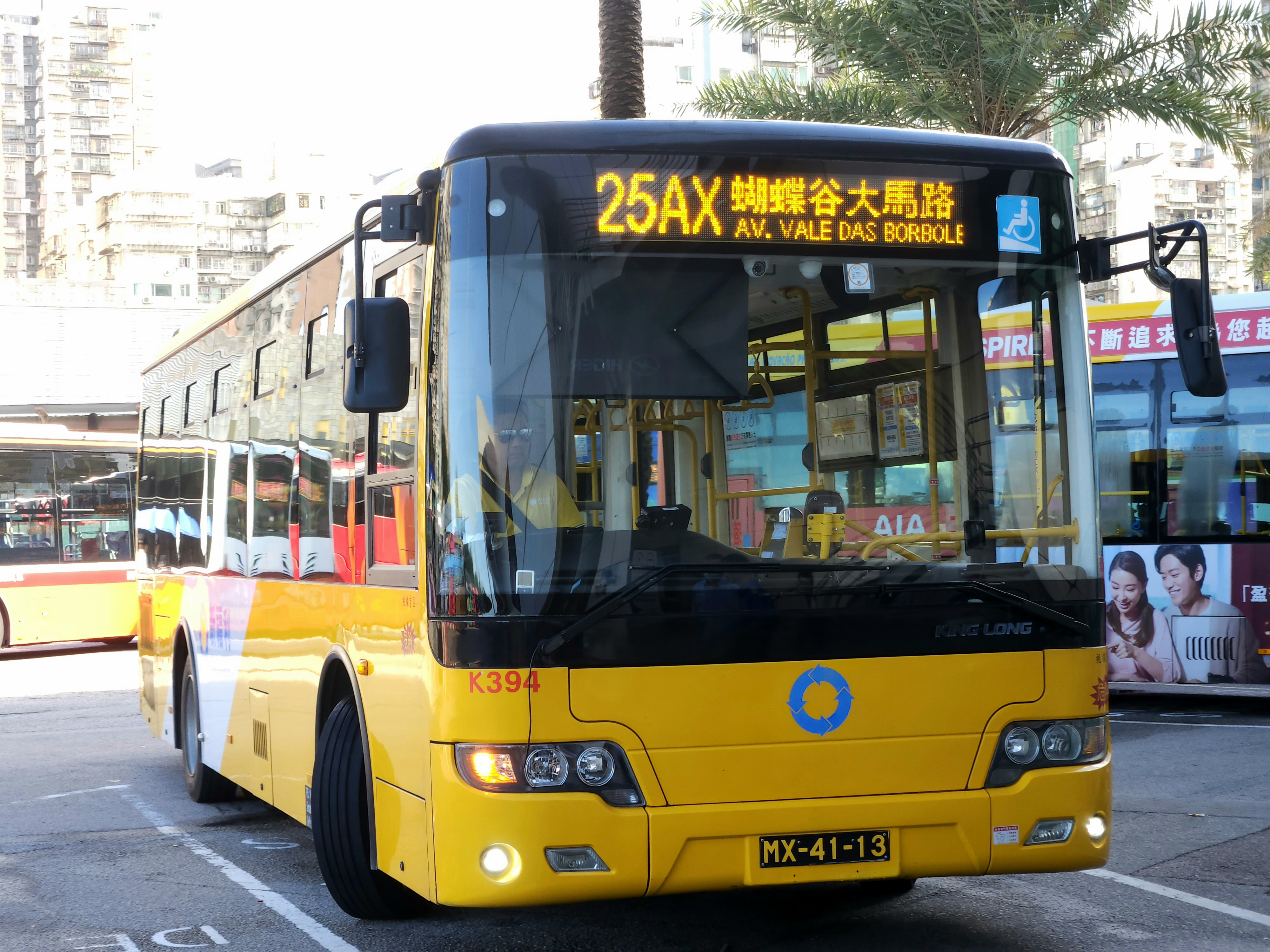
蘇州金龍KLQ6960GQE5
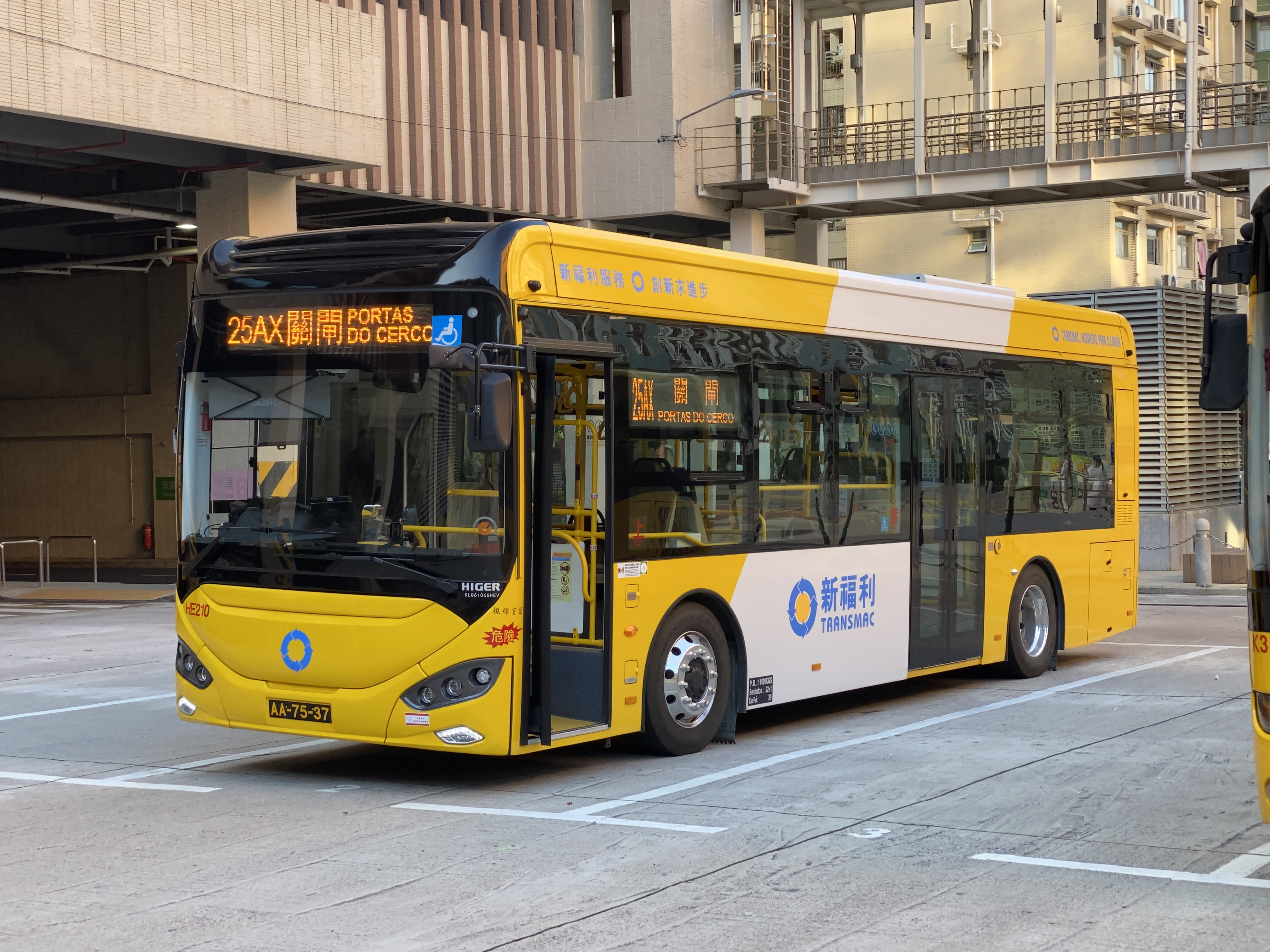
蘇州金龍KLQ6106GHEV
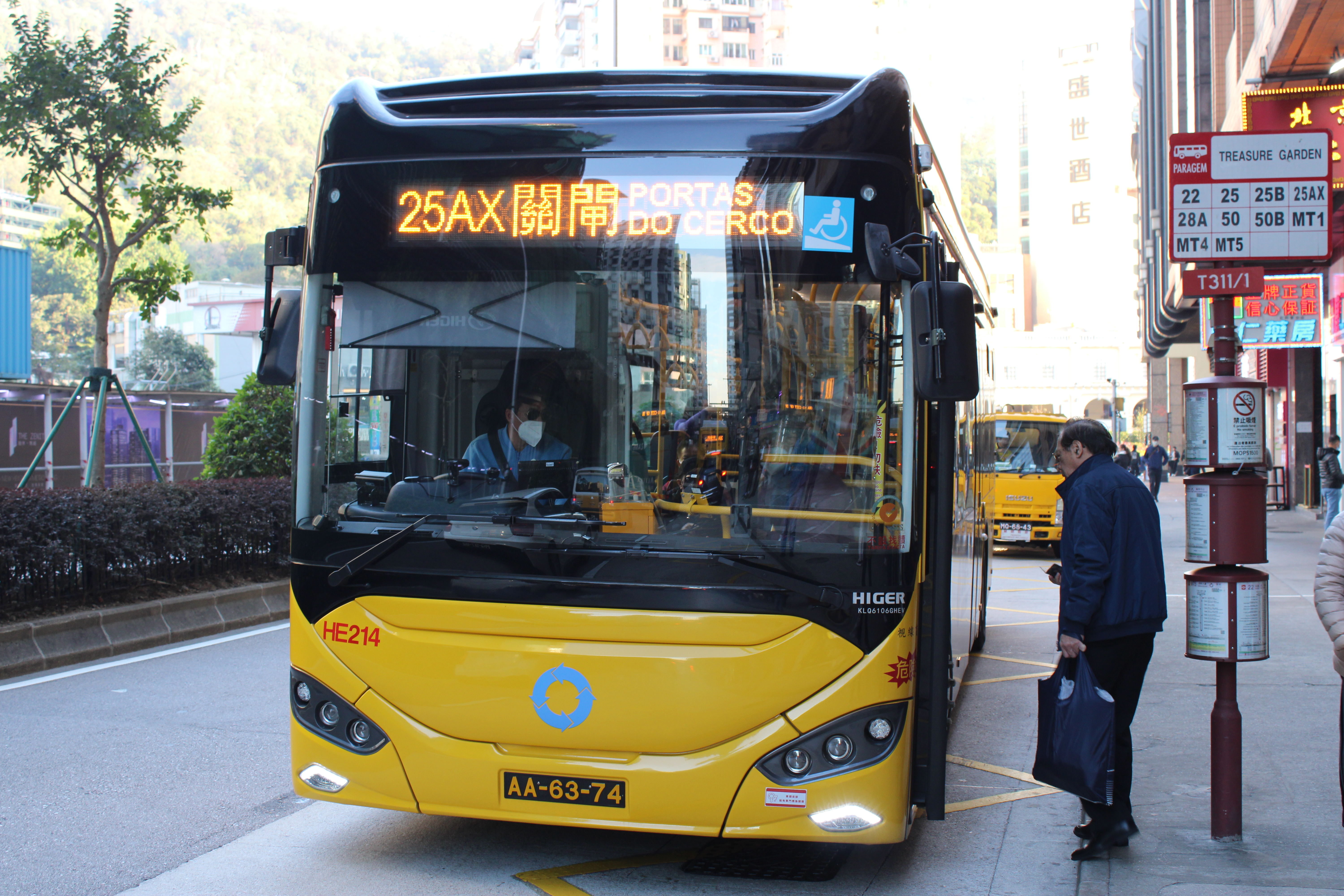
蘇州金龍KLQ6106GHEV
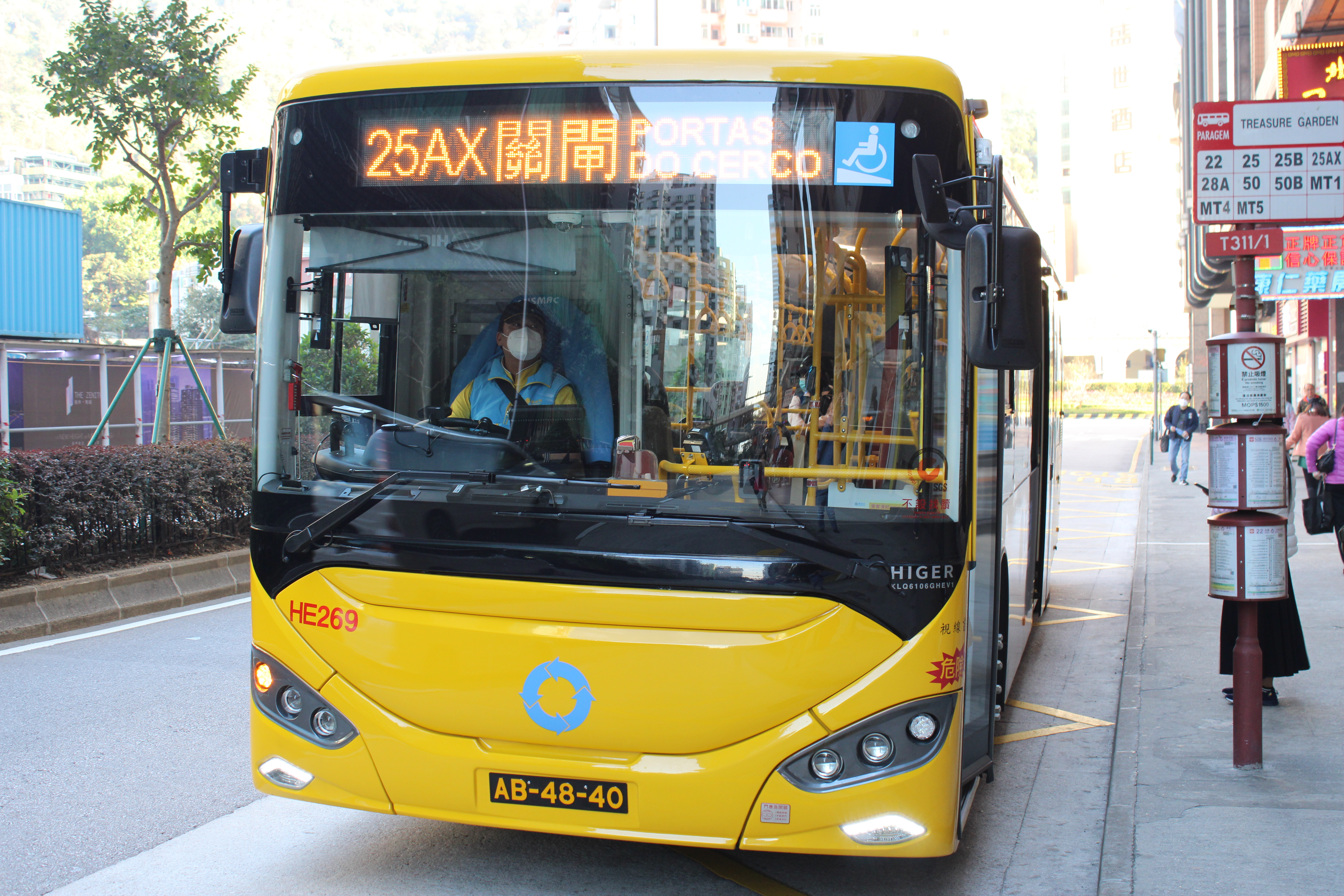
蘇州金龍KLQ6106GHEV1

## 外部連結
- （繁體中文）澳門新福利公共汽車有限公司官方網站 （页面存档备份，存于）